# Ольгердовичі
Ольгердовичі — гілка правлячої великокнязівської династії Гедиміновичів у Великому князівстві Литовському; 12 синів і 9 дочок Ольгерда Гедиміновича та їхні нащадки. Від Ольгердовичів походили кілька князівських, великокнязівська і королівська династії.
Великими князями литовськими були Владислав II Ягайло, великий князь литовський 1377—1392 (з перервам) та король польський 1386—1434, і Свидригайло , великий князь литовський у 1430—1439 рр.. Сини Ягайла — Владислав III, король Польщі 1434–1444, і Казимир IV, великий князь литовський 1440—1492 і король Польщі 1447—1492, — та їхні потомки називалися Ягеллонами. Ця династія, представники якої правили в Польщі, Великому князівству Литовському, Угорщині та Чехії, згасла 1572 року. 
Інші сини Ольгерда володіли уділами в землях Білорусі, України та Росії. Їхні потомки мали вже інші прізвища, утворені здебільшого від імені безпосереднього предка чи від назви уділу. Зокрема, нащадки брянського, трубчевського і стародубського князя Дмитра Ольгердовича називалися князями Трубецькими (як князівський рід проіснував до XX ст.); нащадки київського князя Володимира Ольгердовича і його сина Олександра (Олелька) Володимировича — Олельковичами, а їхні потомки — Пінськими і Слуцькими (вигасли на поч. 1590-х рр.); нащадки Івана Володимировича, князя на Білій (Смоленщина), — князями Бєльськими; від Костянтина Ольгердовича виводили свій рід, що проіснував на Волині до 1793, князі Чорторийські; від Федора Ольгердовича — волинські князі Сангушки, старша родова гілка яких вигасла 1653, а молодша існувала ще в XIX ст.; від Лугвена-Семена Ольгердовича — князі Мстиславські; від новгород-сіверського князя Дмитра-Корибута Ольгердовича — князі Збаразькі, Вишневецькі, Порицькі й Воронецькі на Волині та Переяславщині. 
1386 року деякі з Ольгердовичів прийняли католицтво, але більшість залишалися православними до кінця XVI — поч. XVII ст. Як найближчі родичі панівної династії Ягеллонів, Ольгердовичі мали певні привілеї, засідали в пани-раді Великого князівства на основі спадкового права, деякі з них користалися гербом великокнязівської династії і всієї держави — «Погонею», і претендували на великокнязівський трон, мали значний вплив на магнатів і шляхту й часто очолювали політичні угруповання.